# Key Colony Beach
Key Colony Beach város az USA Florida államában, Monroe megyében. 

## Népesség
A település népességének változása: